# 志宝屋神社

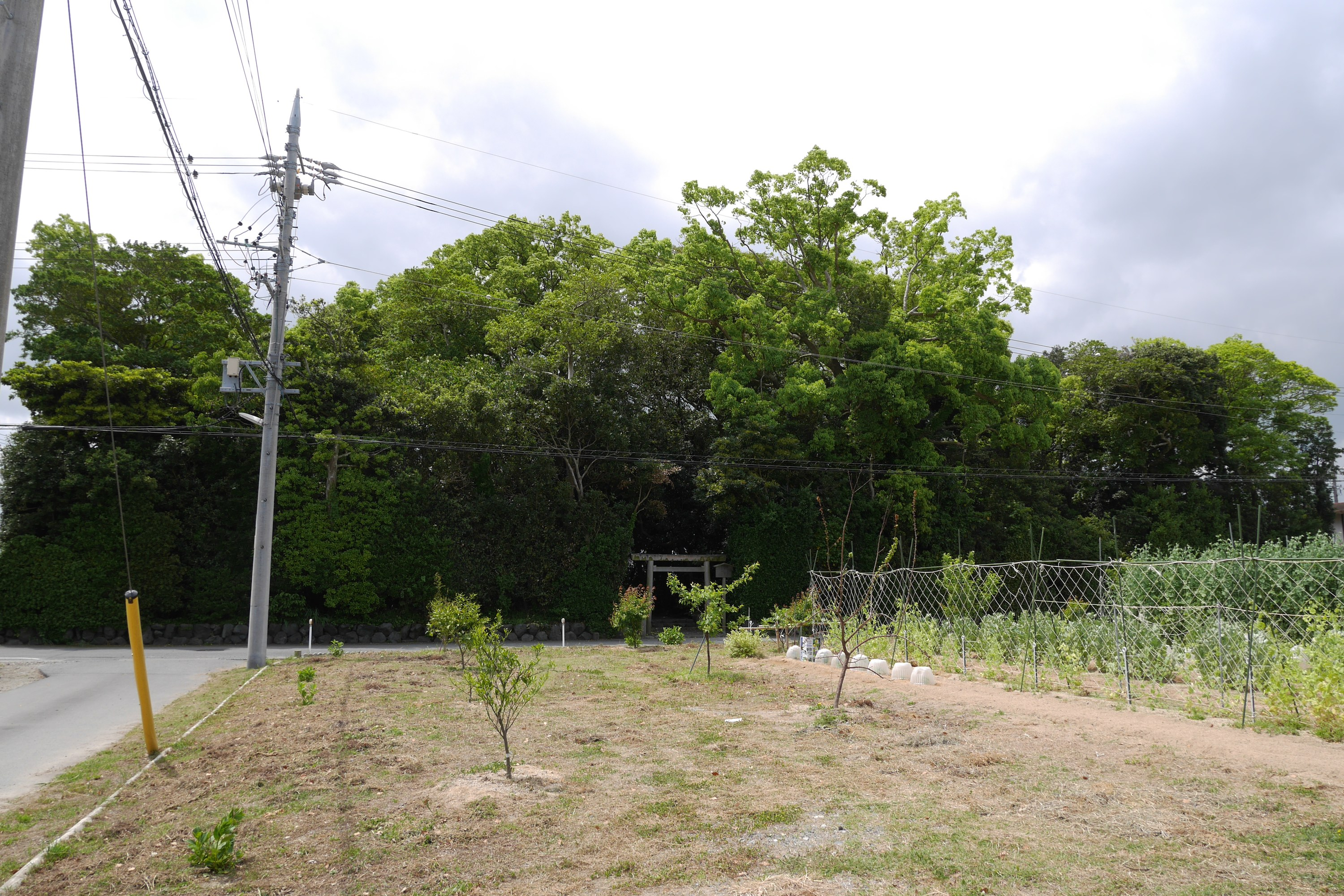
社叢全景。参道口に鳥居が見える。

志宝屋神社（しおやじんじゃ）は、伊勢神宮豊受大神宮（外宮）の末社。外宮の末社8社のうち第8位である。
祭神は塩業の神であり、鎮座地の三重県伊勢市大湊町では、かつて製塩業が盛んに行われていた。

## 概要
20世紀までは造船の街であった伊勢市大湊町に鎮座する。大湊町は河口の三角州であり、周囲を堤防で囲まれている。伊勢市御薗町方面から宮川の堤防道路に沿って進むと、志宝屋神社の森が見える。神社の森は「鵜の森」と呼ばれる。神域の面積は2反2畝23歩（約2,257.85m2）。
周辺住民からは「明神さん」、「湊の明神さま」、「塩屋明神」と呼ばれ、親しまれる。

## 祭神
祭神は鹽土老翁（しおつちのおじ）。塩業の神であるとともに海路の守護神でもあるが、地域住民からは安産の神としても広く信仰されている。
宮城県塩竈市の鹽竈神社より1座の御魂を分霊して祀ったとする伝承がある。

## 歴史
伊勢神宮の末社の定義より『延暦儀式帳』成立、すなわち延暦23年（804年）以前に創建された。鎮座地周辺は「大塩屋村」と呼ばれ、伊勢神宮に奉納する御塩を焼く村人が多かったという。櫻井勝之進は、志宝屋神社に関連して、以下のように述べている。
志宝屋神社の社殿は明応7年8月25日（ユリウス暦：1498年9月11日）に発生した明応地震により、大塩屋村の家々1,000軒とともに流され、失われた。その後、寛永21年（1644年）に再興され、今日に至る。

## 交通
- 三重交通バス「徳田」バス停より徒歩約7分（約600m）、「西町」バス停より徒歩約9分（約750m）。
- 国道23号（南勢バイパス）「新開北」交差点を北上、三重県道748号大湊宮町停車場線経由、約8分（約2.9km）。付近に駐車場はない。